# Мещерский, Платон Степанович
Князь  Платон Степанович Мещерский  (8 (19) ноября 1713 — 23 декабря 1799 (3 января 1800)) — генерал-аншеф, генерал-губернатор из рода Мещерских.

## Биография
Родился 8 (19) ноября 1713 года (в Русском провинциальном некрополе указан — 1718-й). Сын майора князя Степана Ивановича Мещерского.
Получил домашнее образование. В 16 лет вступил в службу солдатом в Рязанский пехотный полк. В 1732 году принимал участие в походе против крымских татар под командованием принца Гессен-Гомбургского. За проявленную им храбрость был произведён в унтер-офицеры.
В 1735 году принимал участие в Рейнском походе; в 1739 по ходатайству генерал-фельдмаршала П. П. Ласси произведён в обер-офицеры. Под командованием этого генерал-фельдмаршала принимал участие в Финляндском походе, участвовал в занятии Фридрихсгама. За время квартирования в Фридрихсгаме изучил немецкий язык.
Во время Семилетней войны отличился в сражении при Цорндорфе, за что 5 сентября 1758 года произведен из капитанов в секунд-майоры. Позднее состоял дежурным майором при генерал-аншефе В. В. Ферморе. 17 апреля 1763 из генерал-квартирмейстер-лейтенантов произведен в полковники. Был командиром Рязанского полка.
24 ноября 1764 года, по ходатайству назначенного малороссийским генерал-губернатором графа Румянцева, пожалован в бригадиры с повелением присутствовать в Малороссийской коллегии. В отсутствие Румянцева с 1769 до 1775 год управлял Малороссией. 4 декабря 1768 года произведён в генерал-майоры, 21 апреля 1773 года — в генерал-поручики.

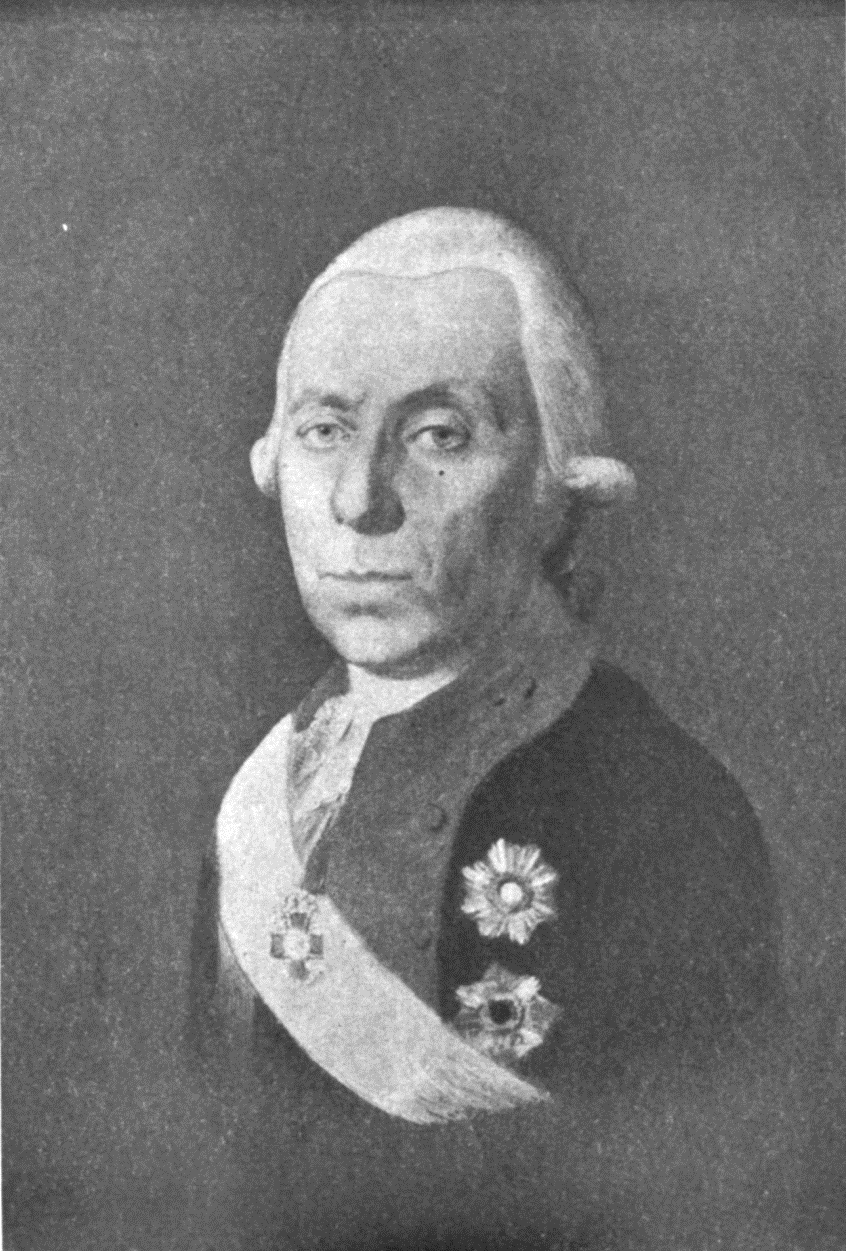
Портрет князя Платона Степановича Мещерского из журнала «Русская старина»

В 1774 году получил орден Св. Анны и назначен на должность губернатора Казанской губернии, опустошённой Пугачёвым, 1 сентября 1774 года прибыл в Казань, сменив на должности губернатора Я. Л. фон Брандта, и занялся ликвидацией последствий восстания, в частности запретив активно содействовавшим Пугачёву казанским татарам проживать в черте города (по другим данным, он просто ужесточил для них требования к соблюдению российского законодательства). 
 При нем в Казанской губернии была проведена областная реформа. 11 сентября 1780 года часть северных уездов губернии вошла в состав Вятского наместничества, из южных уездов были образованы Симбирское и Пензенское наместничества. 27 января 1781 года территория Пермской провинции передана в состав образованного Пермского наместничества, а 28 сентября того же года  оставшаяся территория составила Казанское наместничество. С 1780 по 1781 год управлял Казанским и Симбирским наместничествами, в 1782—1783 годах — Казанским и Пензенским, в 1785—1792 годах — Казанским и Вятским наместничествами. 24 ноября 1784 года произведён в генерал-аншефы.
В 1781 году получил орден Св. Александра Невского, в 1787 году — орден Св. Владимира 1-й ст., а при выходе в отставку в 1792 году — двадцать тысяч рублей серебром.
В 1796 году император Павел I пожаловал его орденом Св. Андрея Первозванного, произвёл в полные генералы и назначил военным губернатором в Казань и шефом полка его имени. С 24.11.1796 года — генерал от инфантерии; 9.01.1797—23.11.1797 — шеф Казанского гарнизонного полка.
Скончался в селе Михеевском 23 декабря 1799 (3 января 1800) года. 
Захоронение его располагалось в нижнем храме возведённой на его средства в 1771 году Знаменской церкви, за правым клиросом. В Михеевском были похоронены также его супруга Надежда Александровна (1736—1824), урожд. Овцына, а также их сын — Пётр Платонович с женой Александрой Николаевной (1779—1845).
Рязанский полк, находившийся под его начальством, был назначен для смены караула в Санкт-Петербург. Князь Мещерский не мог вступить с оным в столицу по причине сдачи некоторых полковых вещей, задержавшей его в том городе, где он квартировал. Приехав в Санкт-Петербург, увидел он из рапорта, представленного ему подполковником, что большая часть солдат находилась в раскомандировке у разных вельмож, которые употребляли их для собственных работ, на конюшнях и дачах. Мещерский, строго соблюдавший военную дисциплину, велел солдатам явиться в полк: все возвратились, исключая десяти человек, бывших у Ивана Ивановича Бецкого, который решительно отказался отпустить их, ссылаясь на древнее обыкновение. Мещерский, велев солдатам идти в полк, явился для личного объяснения к Бецкому. Долго ожидал он и вошел в кабинет без доклада.

— Как осмелились вы прервать мои занятия? — спросил Мещерского обиженный вельможа.

— Я вынужден был к сему, — отвечал он, — не привыкши ожидать и дорожа временем, посвященным службе.

— Но разве вы не знаете, с кем имеете дело? Звание мое, знаки отличия, доверенность ко мне Государыни не дают ли мне полного права на уважение, которого я от вас первого не вижу? 

— Повторяю Вашему Высокопревосходительству, — продолжал Мещерский, — что я принужден был войти в ваш кабинета после долговременного ожидания. Если б не уважал вас, то не явился бы к вам с объяснением, а велел бы солдатам своим возвратиться в полк, без всякого с моей стороны оправдания.

— Ваша дерзость доведена будет до сведения Императрицы.

— Я исполнил долг свой, — отвечал Мещерский, — солдаты обязаны быть в полку, а не заниматься частными услугами. Посредством сего унижается звание их, да и самая служба от того терпит. Вот мое объяснение! Извольте жаловаться кому угодно.

Сказав сии слова,  Мещерский поклонился Бецкому и вышел из его кабинета.

Жалоба принесена: Императрица вникнула во все подробности разговора и решила сию распрю следующими словами: «Вы чрезвычайно порадовали меня, Иван Иванович, сообщив о поступке моего полковника, достойном похвалы. Мещерский доказал, что он знает службу и дорожит званием солдата. Желательно, чтобы все полковники на него походили!». 
Князь Платон Степанович Мещерский был при Екатерине наместником в Казани,  откуда приехал он с разными проектами и бумагами для представления их на благоусмотрение императрицы. Бумаги были ей отданы, и Мещерский ожидал приказания явиться к императрице для доклада.

Однажды на куртаге императрица извиняется перед ним, что еще не призывала его. «Помилуйте, ваше величество, я ваш, дела ваши, губернии ваши; хоть меня и вовсе не призывайте, это совершенно от вас зависит». Наконец, день назначен. Мещерский является к императрице и перед началом доклада кладет шляпу свою на столик её, запросто подвигает стул себе и садится. Государыня сначала была несколько удивлена такой непринужденностью, но потом, разобрав его бумаги и выслушав его, осталась им очень довольна и оценила его ум.
Павел Петрович, будучи еще великим князем, полюбил его. Однажды был назначен у великого князя бал в Павловске или Гатчине. Племянник Мещерского, граф Николай Петрович Румянцев, встретясь с ним, говорит ему, что надеется видеться с ним в такой-то день. «А где же?» — «Да у великого князя; у него бал, и вы, верно, приглашены». — «Нет, — отвечает Мещерский, — но я все-таки приеду». — «Как же так? Великий князь приглашает может быть, только своих приближенных». — «Все равно, я так люблю великого князя и великую княгиню, что не стану ожидать приглашения». Румянцев для предупреждения беды счел за нужное доложить о том великому князю, который, много смеявшись тому, велел пригласить Мещерского.
Поговорка: старам стала, плохам стала, ведется от этого Мещерского. Эти слова сказаны о нем казанским татарином.
При проезде Мещерского через какой-то город Казанской губернии, городничий не велел растворять ворота какого-то здания, хотел провести его через калитку. «Это что? — говорит наместник. — Я-то пролезу, но чин мой не пролезет». 

Император Павел, собираясь ехать в Казань, сказал ему: «Смотри, Мещерский, не проводи меня через калитку: мой чин еще повыше твоего».
Казанский старожил, Гавр. Ив. Горталов (1819—1885) рассказывал об этом событии, вероятно со слов одного из современников кн. Мещерского, более подробно. В уездном городе Казанской губернии, Чебоксарах, по рассказу Г. И. Горталова, назначено было освящение церкви. Городской голова, он же и ктитор освящаемой церкви, пригласил наместника на это торжество. По окончании церковной службы кн. Мещерский сел в свою наместническую золотую карету, с гусарами на запятках, и подъехал к дому городского головы, находившемуся очень близко от церкви. Городской голова сам отворил дверцу кареты и помог выйти кн. Мещерскому. Подходят к калитке. «Это что?» — спрашивает князь.

— Ваше Сиятельство, пожалуйте, у меня идет перестройка, и нельзя въехать в ворота.

— Я-то пройду, — сказал князь Платон Степанович — да чин мой не пройдет. Коли нельзя въехать в ворота, вели сломать забор! — При этих словах князь повернул назад и, с помощью городского головы, снова сел в карету.

Городскому голове ничего не оставалось делать, как приказать разобрать несколько звеньев забора, и наместник, чтобы не было порухи его высокому чину, въехал во двор в карете цугом, а городской голова встретил его на крыльце своего дома, окруженный всеми гостями. 

## Награды
- Орден Святой Анны (6 ноября 1774)[17]
- Орден Святого Александра Невского (22 июля 1781)[18]
- Орден Святого Владимира 1-й ст. (22 сентября 1787)[12]
- Орден Святого апостола Андрея Первозванного (20 декабря 1796)

## Семья
Жена (с 1758 года) — Надежда Александровна Овцына (1736—22.05 1825), похоронена рядом с мужем в селе Михеевском Костромской губернии. Дети: 
- Прасковья (ум. ноябрь 1787)[23] - воспитывалась в Смольном институте, окончила курс с шифром (1770—1782, третий выпуск)[24]. Муж - князь Юрий Федорович Мещерский (1743—ноябрь 1787), сын князя Федора Васильевича. Прошение князя Платона Мещерского от 14 февраля 1788 года[23]:

Всемилостивейшая государыня! <...> прошедшего 1787 года в ноябре месяце за воспоследованиями кончины зятя моего полковника князя Юрья Мещерскаго и супруги его моей дочери княгини Прасковьи, осталась дочь их княжна Анна от рождения ее на шестом месяце наследницею отца ее имениев недвижимых состоящих в шести наместничествах и по разным в них уездам в селениях всего по последней четвертой ревизии крестьян две тысячи шестьсот семдесят семь душ, да в Москве двух домов ... Повели Всеавгустешая государыня оным сироты младенца внуки моей наследным недвижимым имением быть в сем в опеке общей у меня с родною внуки сей моей теткою, покойнаго зятя с сестрою девицею княжною Еленою Мещерскою <...>
- Пётр (28.09 1763—31.01.1839)[2], генерал-майор (12.08.1798)[12]. Его жена — Александра Николаевна Аксакова (6.03 1779—8.01 1845)[21].
- Анастасия  (1766—23.12.1795[25]), воспитывалась в Смольном институте (1773—1785, четвертый выпуск)[26]. Муж (с 11 июля 1789 года)[27] — князь Дмитрий Васильевич Тенишев[28].
- Екатерина (1772—23.08.1781[29])
- Дмитрий (1774—31.03.1782[30])
- Александр (1778—23.06.1782[30])
- Алексей (23.03 1779[31]—28.12.1839)[32], флигель-адъютант императора Павла (3 января 1797), штабс-капитан лейб-гвардии Измайловского полка. Уволен от службы в 1799 году.  Жена с 14 ноября 1804 года[33] — Анастасия Александровна Петрово-Соловово (20.01.1780[34]—20.05 1810)[35]. Похоронены в Симоновом монастыре.
- Наталья (04.08.1780[36]—1818), замужем за Иваном Михайловичем Мусиным-Пушкиным[37].